# Kreis Schanfigg
| Schanfigg           | Schanfigg            |
| ------------------- | -------------------- |
| Schanfigg           |                      |
| Basisdaten          |                      |
| Staat:              | Schweiz              |
| Kanton:             | Graubünden (GR)      |
| Bezirk:             | Plessur              |
| Hauptort:           | Arosa                |
| Fläche:             | 162,39 km²           |
| Einwohner:          | 3787 (31. Dez. 2013) |
| Bevölkerungsdichte: | 23 Einw. pro km²     |
| Aufgehoben am:      | 31. Dezember 2015    |
| Karte               |                      |
| Karte von Schanfigg |                      |

Der Kreis Schanfigg war bis am 31. Dezember 2015 einer von insgesamt 39 Kreisen des Schweizer Kantons Graubünden. Er umfasste den grössten Teil der Talschaft Schanfigg. Zusammen mit den Kreisen Chur und Churwalden bildete er den Bezirk Plessur, den bevölkerungsmässig grössten Bezirk Graubündens. Durch die Bündner Gebietsreform wurden die Kreise aufgehoben.

## Wappen
In Blau goldener Pfeil mit silberner Spitze.

## Verwaltungsgliederung
Der Kreis Schanfigg bestand aus zwei (ursprünglich zehn, ab 2008 neun) selbständigen politischen Gemeinden mit insgesamt knapp 3800 Einwohnern (Stand: 31. Dezember 2015):
| Wappen   | Name der Gemeinde | Einwohner (31. Dez. 2013) | Fläche in km² | BFS-Nr |
| -------- | ----------------- | ------------------------- | ------------- | ------ |
| Arosa    | Arosa             | 3301                      | 154,79        | 3921   |
| Maladers | Maladers          | 486                       | 7,59          | 3926   |

Die beiden Gemeinden liegen flächenmässig grossteils auf der rechten Talseite des Schanfiggs. Die beiden linksseitigen Talgemeinden Praden und Tschiertschen (seit dem 1. Januar 2009 fusioniert zur Gemeinde Tschiertschen-Praden) gehörten zum Kreis Churwalden.
Kreishauptort war die in der Mitte der Talschaft gelegene Gemeinde St. Peter-Pagig, wo bis 2009 einst alle zwei, dann alle drei und zuletzt alle vier Jahre jeweils im Mai oder Juni die Bsatzig, die Landsgemeinde zur Durchführung der Kreiswahlen, stattfand. Die Kreisverwaltung – insbesondere das Betreibungsamt und die Vormundschaftsbehörde – sowie das Kreisamt als Amtssitz des Kreispräsidenten (Landammanns) befanden sich zuletzt jedoch in Arosa. Die letzte verantwortliche Amtsperson war Jann Hatz (BDP/Arosa).

## Veränderungen im Gemeindebestand seit 2000

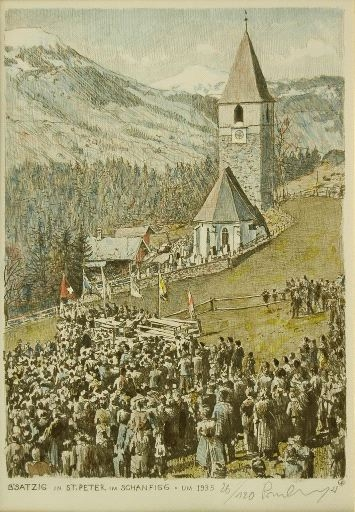
Die historische Bsatzig im früheren Kreishauptort St. Peter (um 1935)

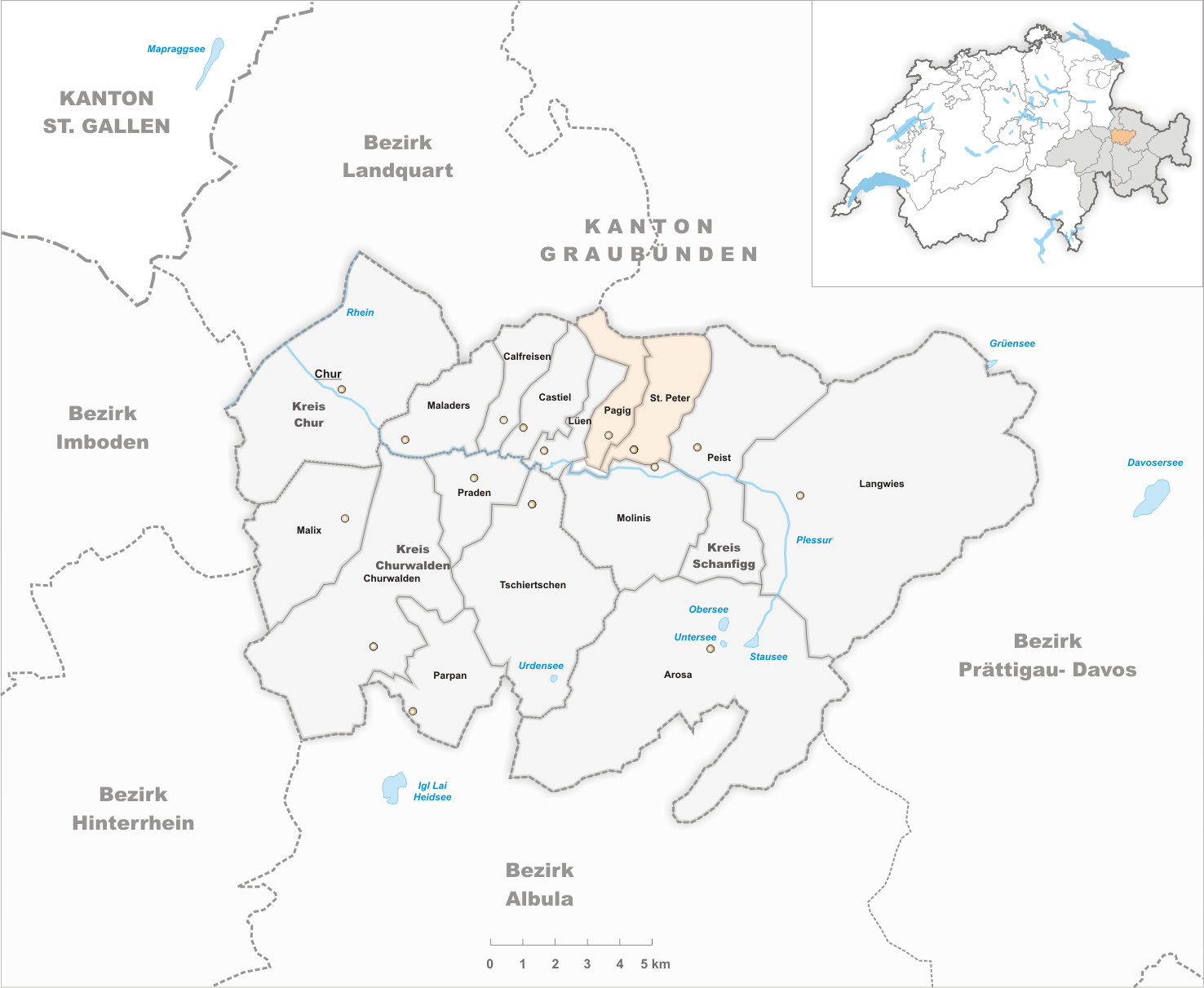
Gemeinden bis 2007
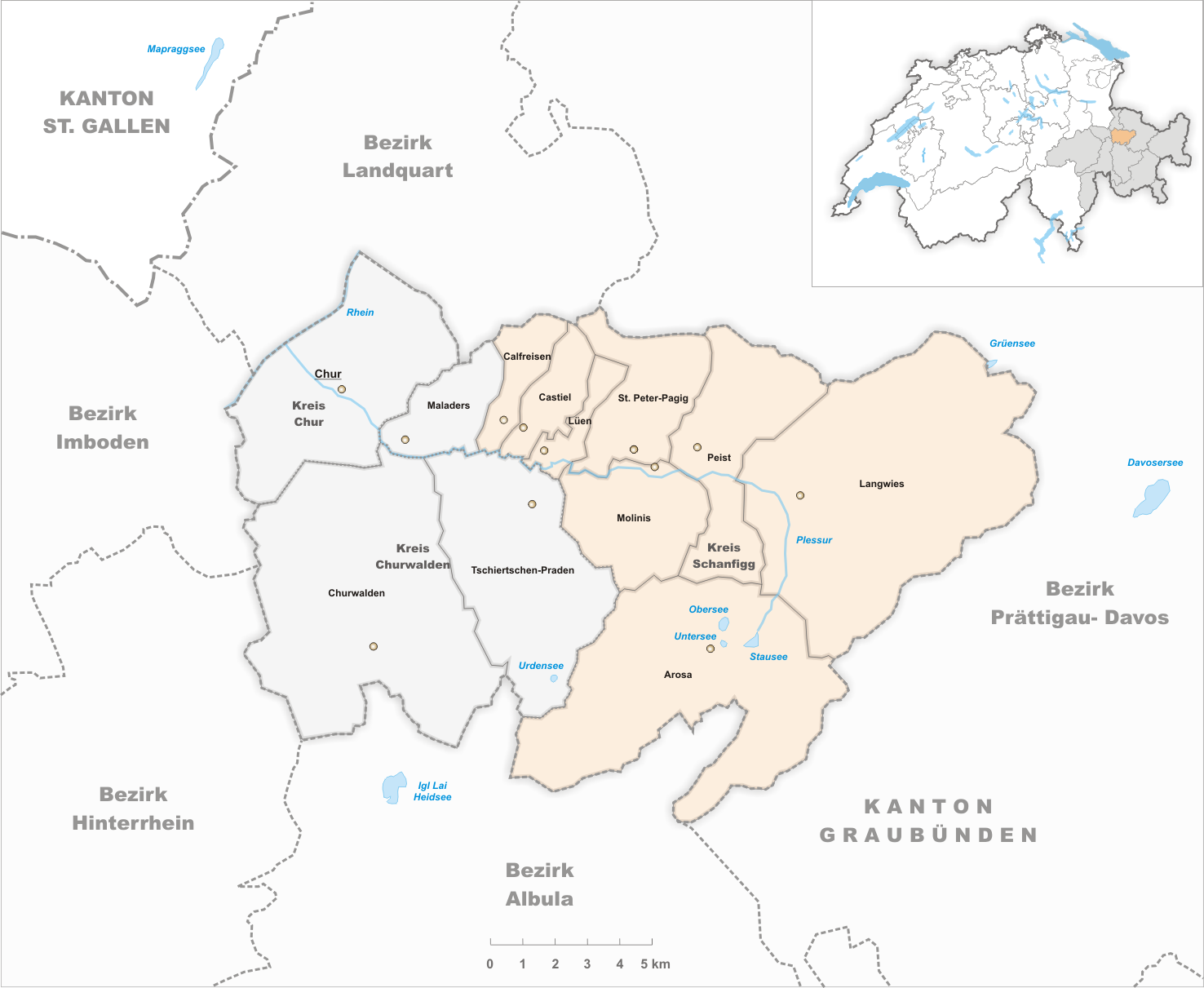
Gemeinden bis 2012

### Fusionen
- 2008: St. Peter und Pagig → St. Peter-Pagig
- 2013: Arosa, Calfreisen, Castiel, Langwies, Lüen, Molinis, Peist und St. Peter-Pagig → Arosa

## Geschichte
Historisch entstand der Kreis Schanfigg wie alle anderen Kreise Graubündens im Jahre 1851 im Zuge der vollständigen Neuordnung des Kantons in politischer, administrativer und gerichtlicher Hinsicht. Er setzte sich zusammen aus den ehemaligen Gerichten St. Peter und Langwies (ohne Praden) – dem Hochgericht Schanfigg – und der neugeschaffenen Gemeinde Arosa, die als Nachbarschaft politisch bis dato ein Teil der Landschaft Davos gewesen war.
Die Auflösung des Kreises Schanfigg stand seit der Abstimmung über die kantonale Gebietsreform vom 23. September 2012 fest. Per 1. Januar 2016 wurden neben den Bezirken und Regionalverbänden auch die Bündner Kreise funktional durch 11 neue Regionen ersetzt. Die Kreise wurden zwar formal aufgehoben, sie behalten jedoch de facto die Funktion von Gebietseinteilungen für die Grossratswahlen.